# باول هولمز (صحفي)
باول هولمز (بالإنجليزية: Paul Holmes)‏ هو صحفي نيوزلندي، ولد في 29 أبريل 1950 في هاستينجس في نيوزيلندا، وتوفي بنفس المكان في 1 فبراير 2013.

## وصلات خارجية
- بول هولمز على موقع ميوزك برينز (الإنجليزية)